# Tiroteo de Toronto de 2018
El tiroteo de Toronto de 2018 fue un tiroteo masivo que ocurrió en la Avenida Danforth en el distrito Greektown de Toronto Canadá, en la noche del 22 de julio de 2018.  Faisal Hussain mató a dos personas e hirió a trece, ocho directamente. Fue encontrado muerto después de un tiroteo con oficiales del Servicio de Policía de Toronto (TPS). Las circunstancias de su muerte están siendo investigadas por la Unidad de Investigaciones Especiales (SIU)..

## Desarrollo
Alrededor de las 10:00 p. m. EDT el 22 de julio de 2018, un pistolero solitario caminó a lo largo de la ajetreada avenida Danforth de Toronto en la zona de Greektown de la ciudad, disparando al azar a los peatones antes de abrir fuego contra los restaurantes abarrotados. El incidente comenzó alrededor de Danforth y Logan Avenue cerca del restaurante "Christina's". Los testigos describieron de 10 a 15 explosiones similares a petardos, mientras que otros informaron haber escuchado disparos y haber visto a un hombre sosteniendo una pistola. Más allá del Danforth en Chester Avenue, los testigos dijeron que vieron a un hombre disparar desde una acera a otro restaurante llamado "Demetre's". El tirador siguió caminando hacia el oeste por Danforth hacia Hampton Avenue, donde testigos dijeron que el tirador cruzó la calle desde el lado norte al lado sur y disparó al restaurante "7Numbers" cerca de la calle Bowden, donde una víctima recibió disparos. La policía respondió a llamadas de testigos y localizó al hombre armado en la calle Bowden e intercambió disparos con el sospechoso. El pistolero corrió hacia Danforth donde lo encontraron muerto. En una intersección cercana, los oficiales de policía cerraron un área a los transeúntes y detonaron un paquete. La policía no divulgó información sobre el contenido del paquete de inmediato.

## Víctimas
El Servicio de Policía de Toronto informó que fueron asesinados Reese Fallon, de 18 años, que habría asistido a la Universidad McMaster ese otoño, y una niña de 10 años, Julianna Despina Kozis.
Trece personas más resultaron heridas. EMS transportó a ocho víctimas a centros de trauma, incluidas cuatro personas en el Hospital St. Michael, tres en el Sunnybrook Health Sciences Center y una en el Hospital for Sick Children. St. Michael informó que estaba tratando a cinco pacientes. Tres de ellos se sometieron a una cirugía de salvamento inmediata después del tiroteo y los otros se encontraban en condición grave pero estable.Dos víctimas de bala fueron atendidas en el Hospital Michael Garron y se encontraban en condición estable. Otros cinco pacientes fueron tratados por problemas "en relación con el tiroteo", pero no recibieron disparos.

## Autor
La SIU identificó al perpetrador como Faisal Hussain, de 29 años. Los padres de Hussain, inmigrantes de Pakistán, dijeron que estaba psicótico y deprimido a lo largo de su vida. En 2010, le contó a un amigo que estaba viendo a un psiquiatra sobre estos problemas. Su hermana murió en un accidente y su hermano fue puesto en coma después de otro.
Según fuentes anónimas encargadas de hacer cumplir la ley, los archivos examinados en la computadora de Hussain indicaban su preocupación de que apoyaba un sitio web aparentemente pro-ISIL antes del ataque. Había sido entrevistado en el pasado por la policía con respecto a su actividad en línea. El TPS, OPP y RCMP estaban interesados en él antes del incidente. TPS dijo que el ataque fue planeado y que era "bien conocido" por investigaciones previas de crímenes violentos. Las fuentes dicen que anteriormente había residido en Afganistán y Pakistán. El 24 de julio, el Ministerio de Seguridad Pública dijo que actualmente no existe conexión entre Hussain y la seguridad nacional.